# فرناندو گالگو

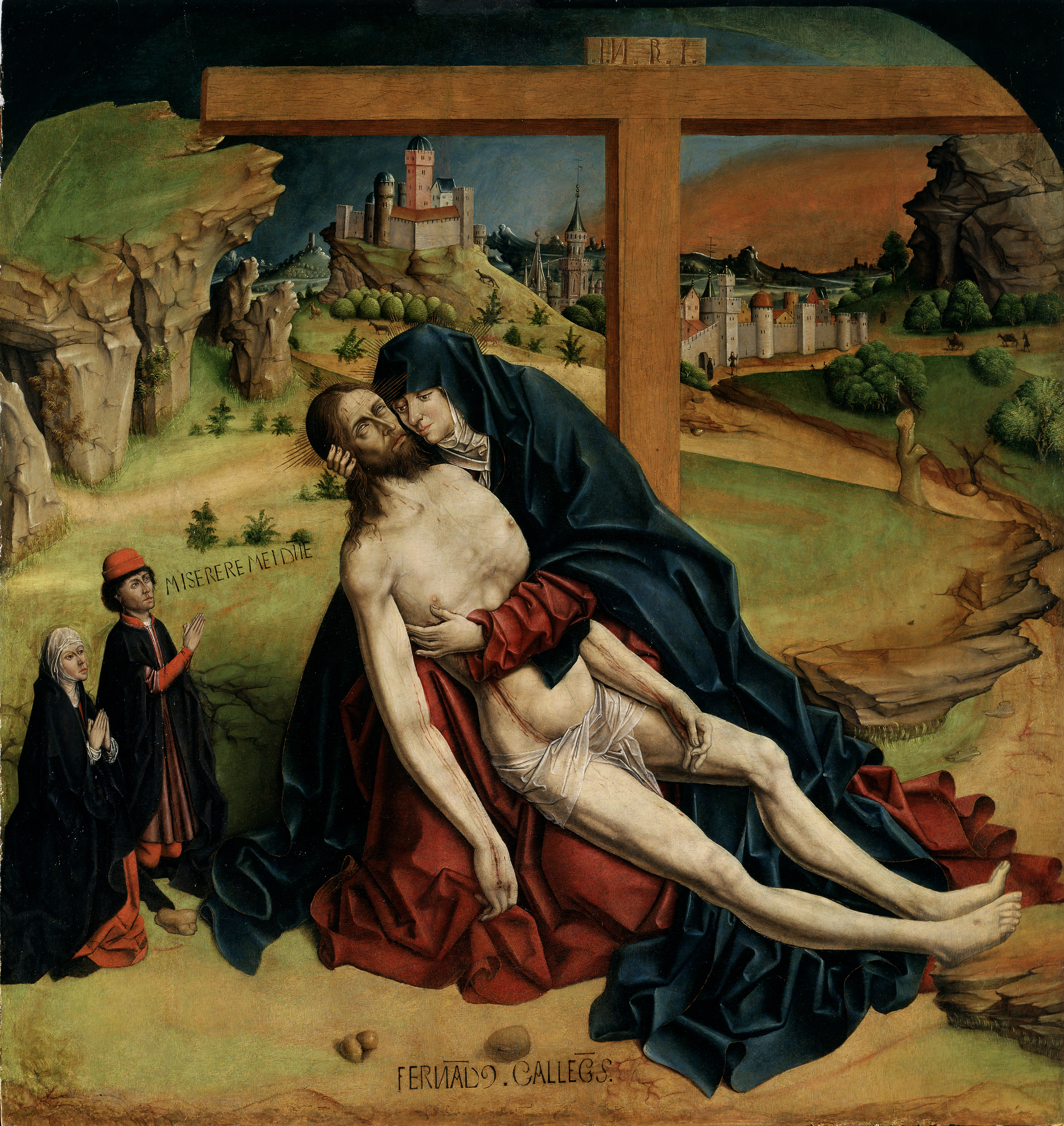
نقاشی فرود از صلیب از فرناندو گالگو، موزه موزه دل پرادو

فرناندو گالگو (به اسپانیایی: Fernando Gallego) (زاده ۱۴۴۰ و درگذشته ۱۵۰۷) نقاش اسپانیایی است.
از او تعدادی نقاشی تخته‌ای برای محراب کلیساها در دست است. تاج خار گذاردن بر سر مسیح از آثار اوست.